# سگمنت بی
سگمنت بی (انگلیسی: B-segment) یا بخش بی، پس از سگمنت آ، کوچک‌ترین ردهٔ تقسیم‌بندی اروپایی برای خودروهای سواری است که با عنوان «خودروهای کوچک» شناخته می‌شوند. این خودروها با رده‌های کامپکت کوچک در ایالات متحده، و سوپرمینی در بریتانیای کبیر برابر هستند.

## تعریف
تقسیم‌بندی‌های اروپایی بر پایهٔ معیارهای اندازه یا وزن انجام نمی‌گیرند. در عمل، خودروهای سگمنت بی به‌گونه‌ای توصیف شده‌اند که طول آن‌ها حدوداً ۴ متر (۱۳ فوت) باشد.
اصطلاح سگمنت بی در هند نیز کاربرد دارد. با این وجود، تعریف این سگمنت با آنچه در اروپا مورد استفاده قرار می‌گیرد، متفاوت است.

## مدل‌های کنونی
در میان خودروهای سگمنت بی، ده خودروی برتر از نظر میزان فروش در اروپا سال ۲۰۱۹ عبارتند از رنو کلیو، فولکس‌واگن پولو، فورد فیستا، پژو ۲۰۸، داچیا ساندرو، اوپل کورسا، تویوتا یاریس، سیتروئن سی۳، اشکودا فابیا و مینی.

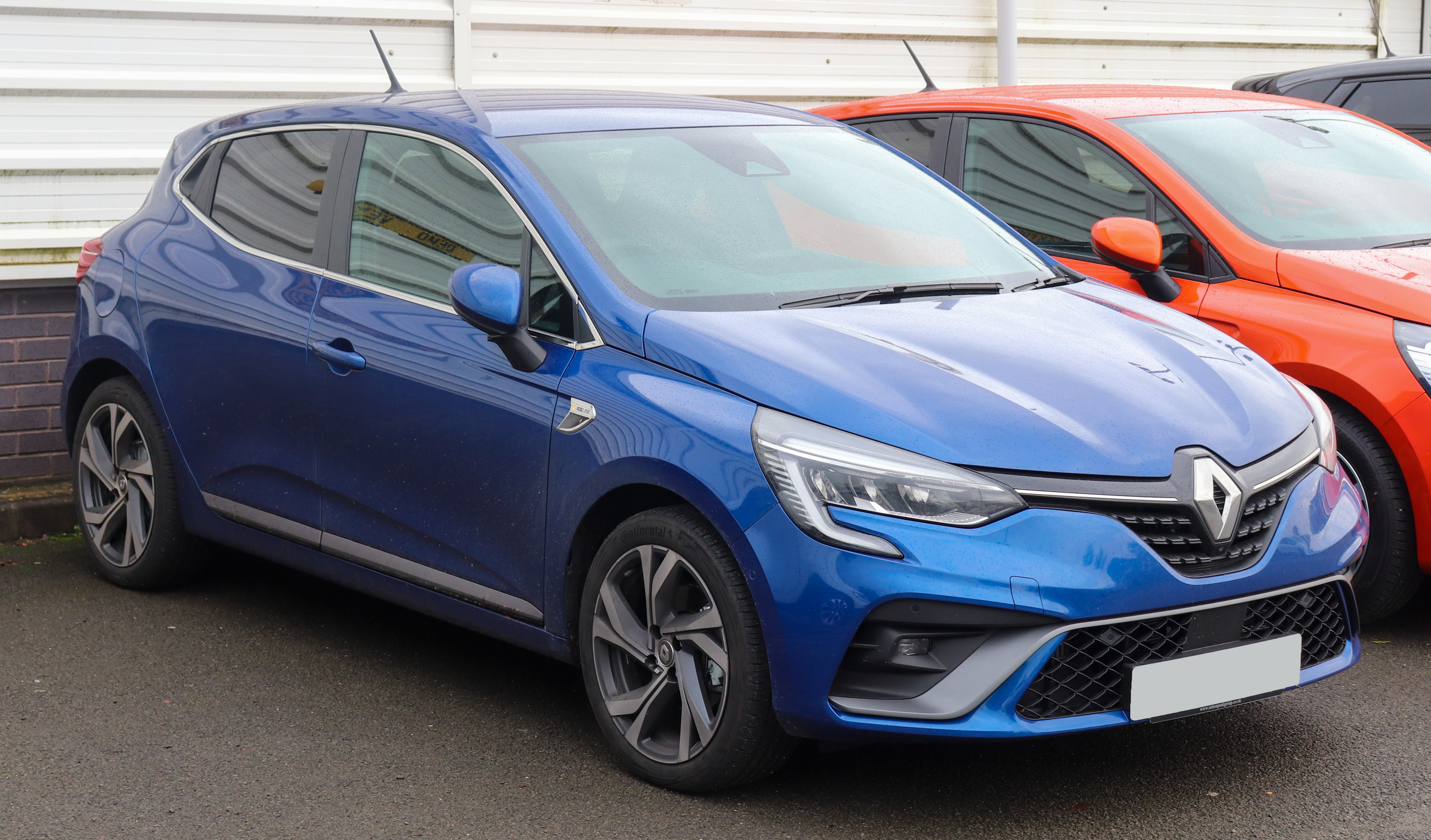
رنو کلیو
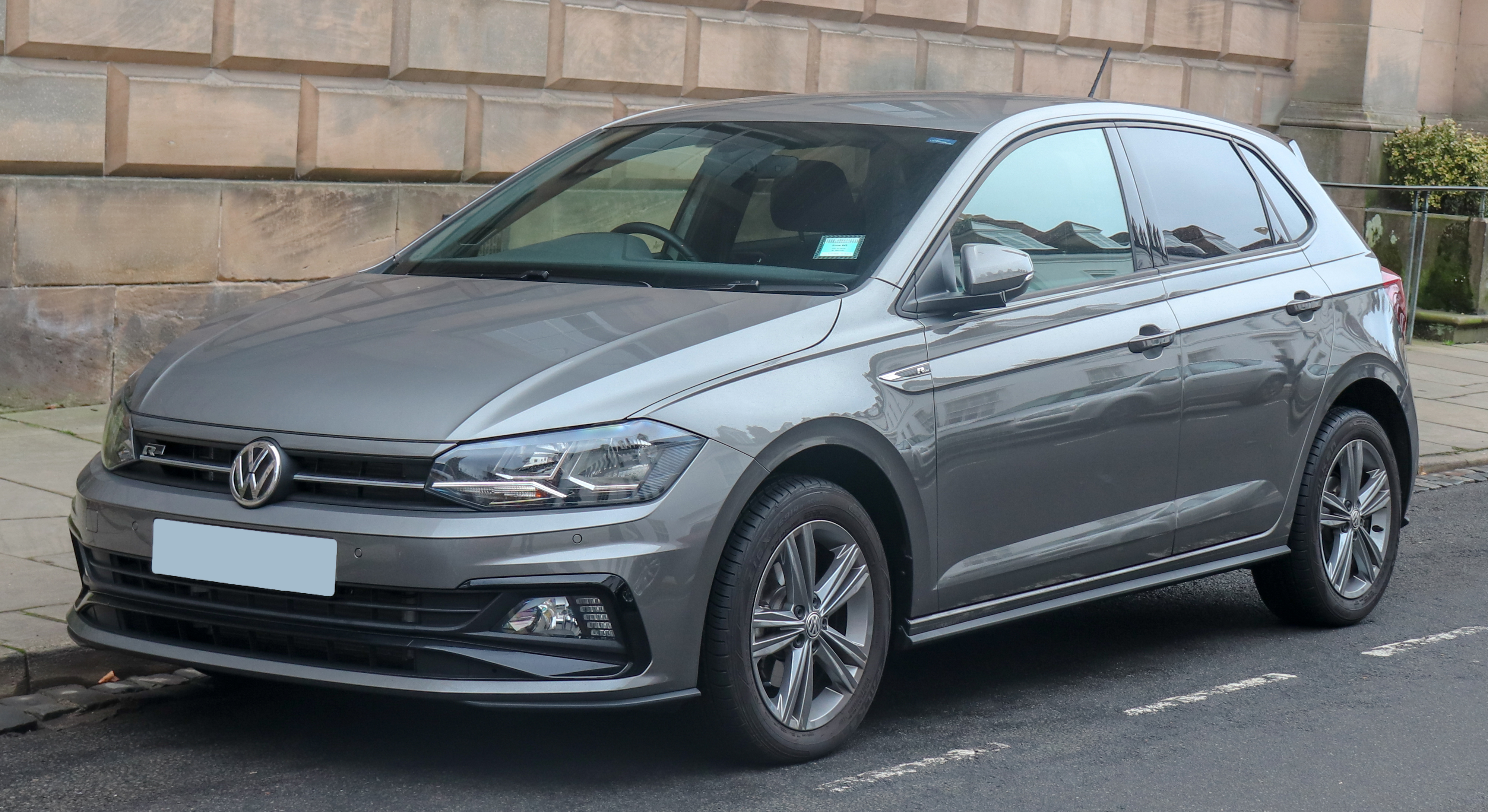
فولکس‌واگن پولو
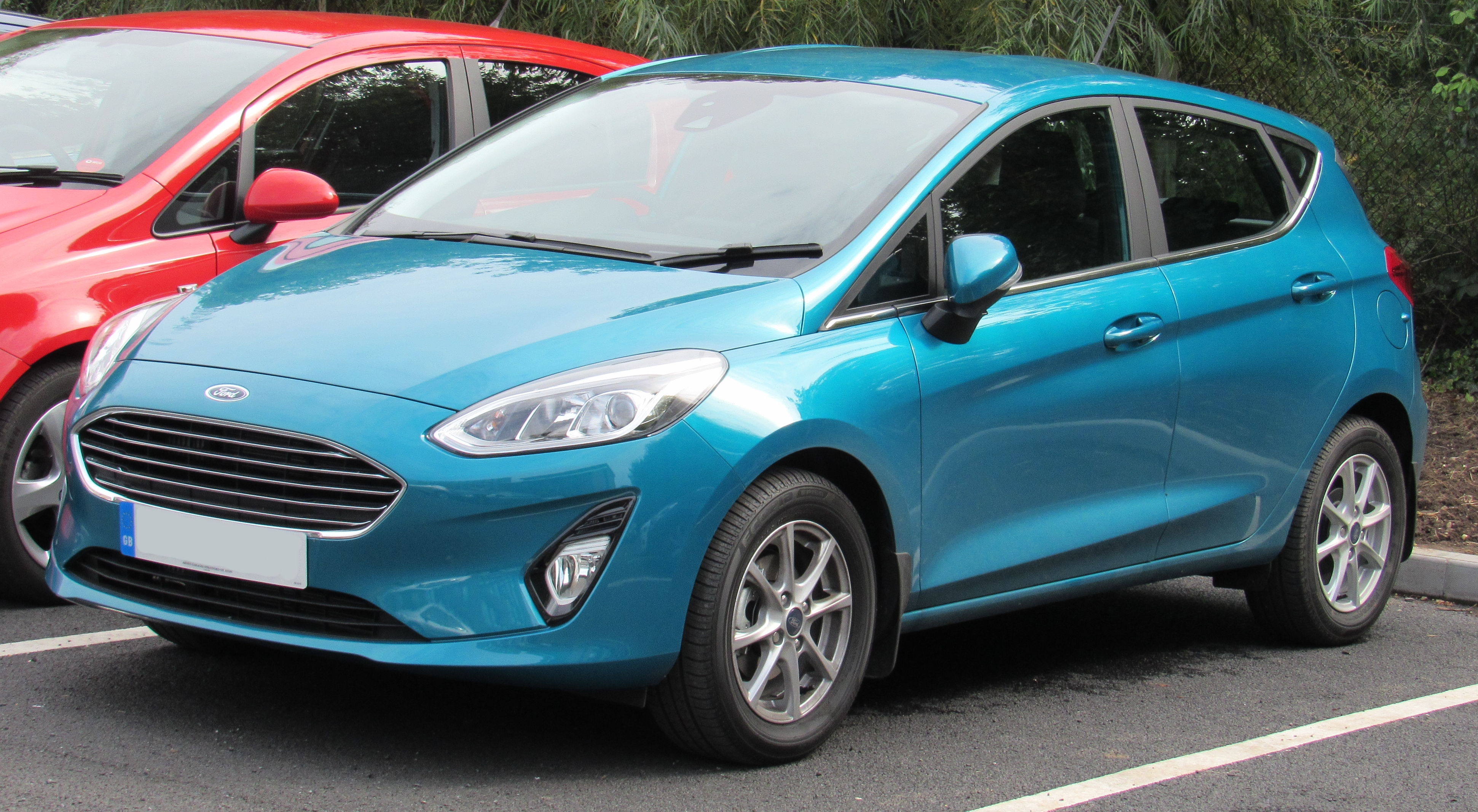
فورد فیستا
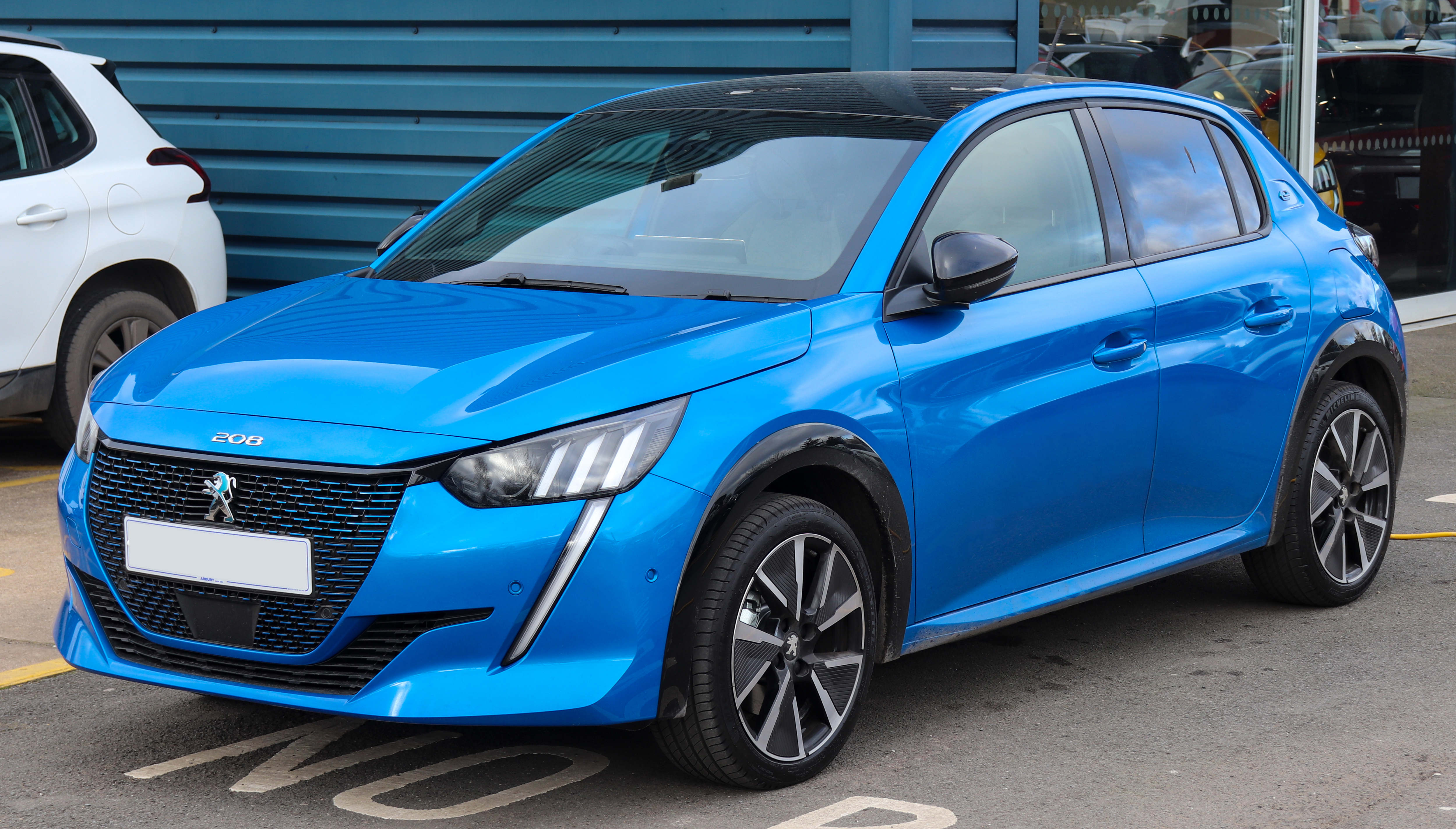
پژو ۲۰۸
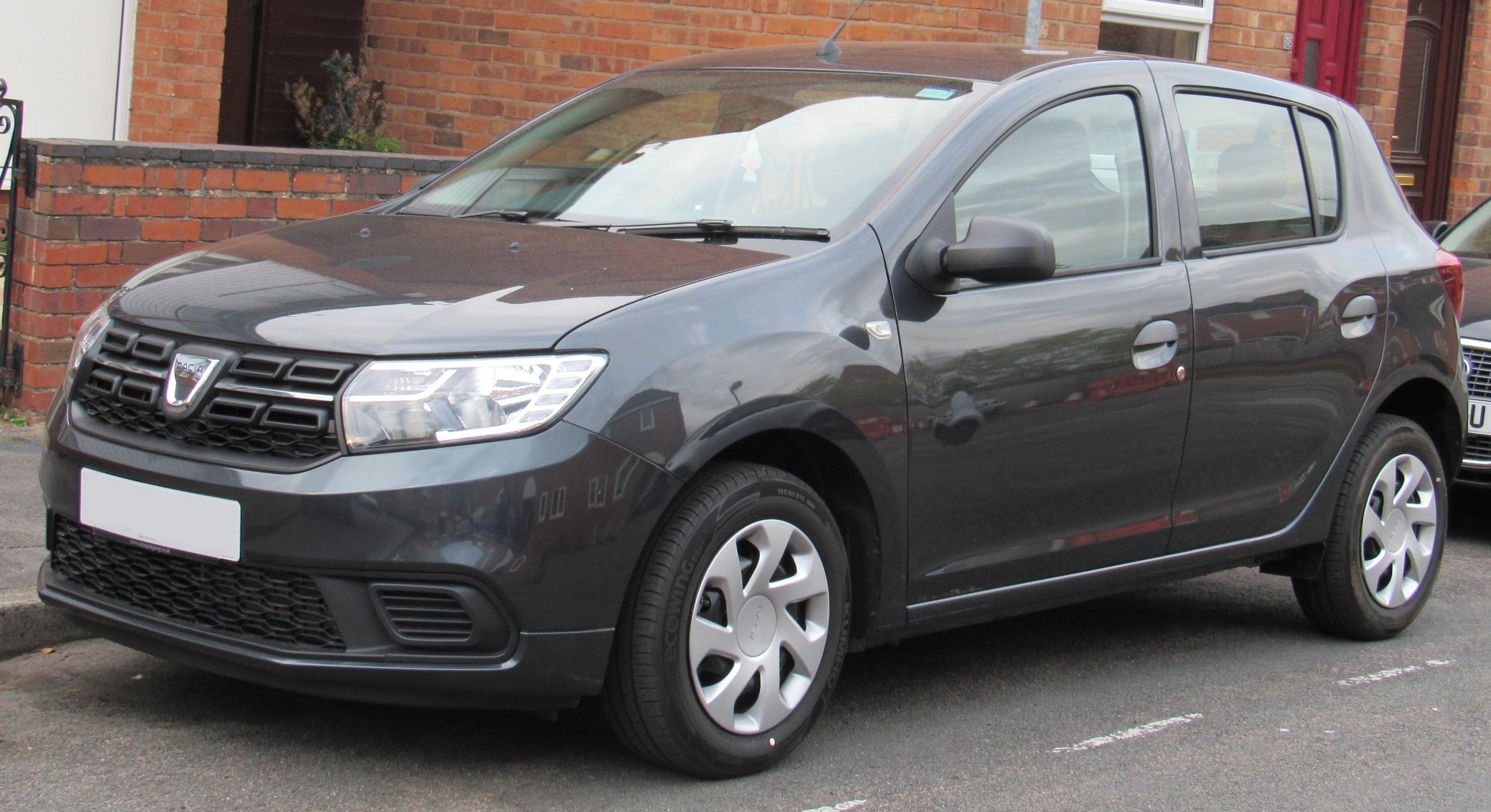
داچیا ساندرو
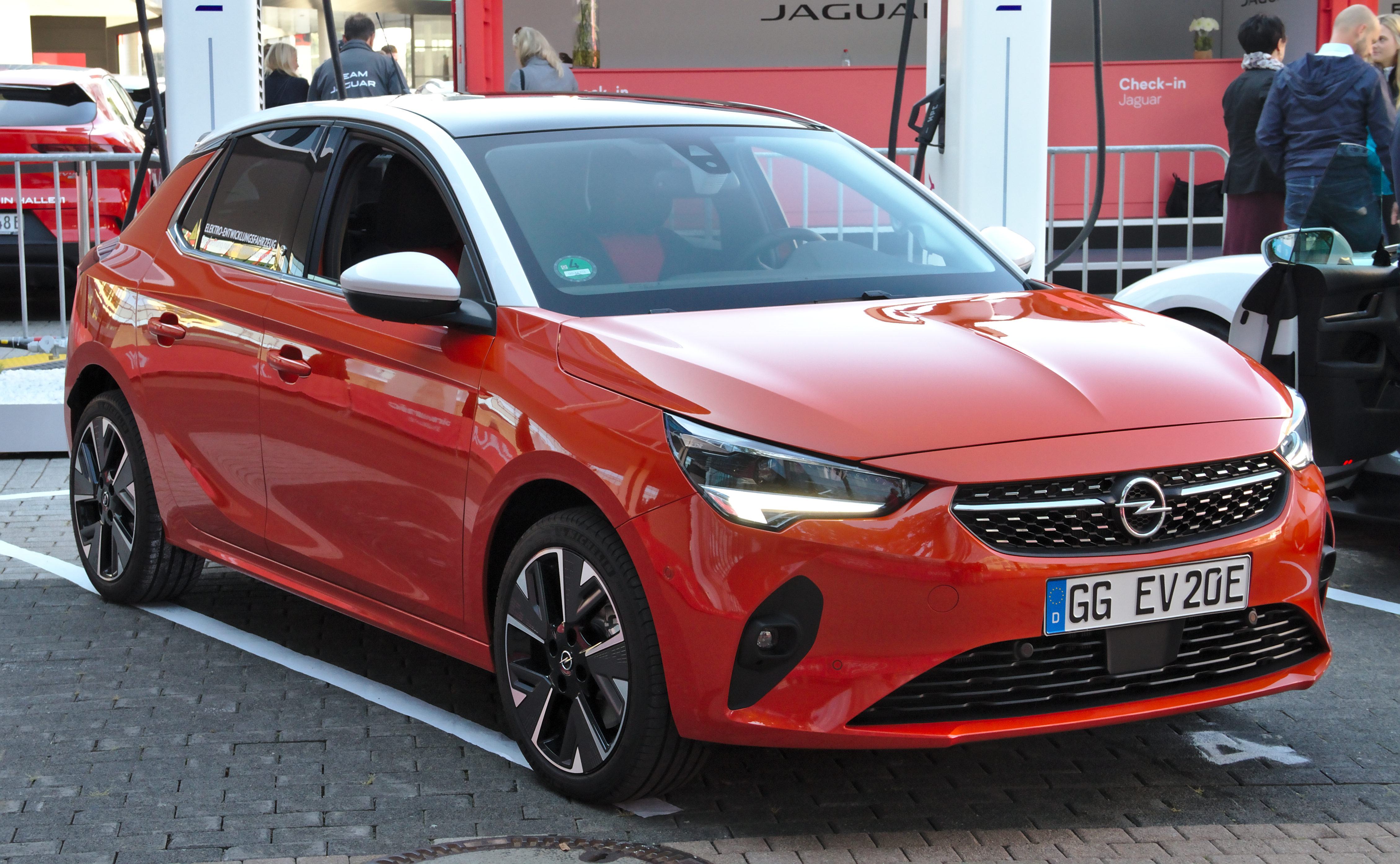
اوپل کورسا
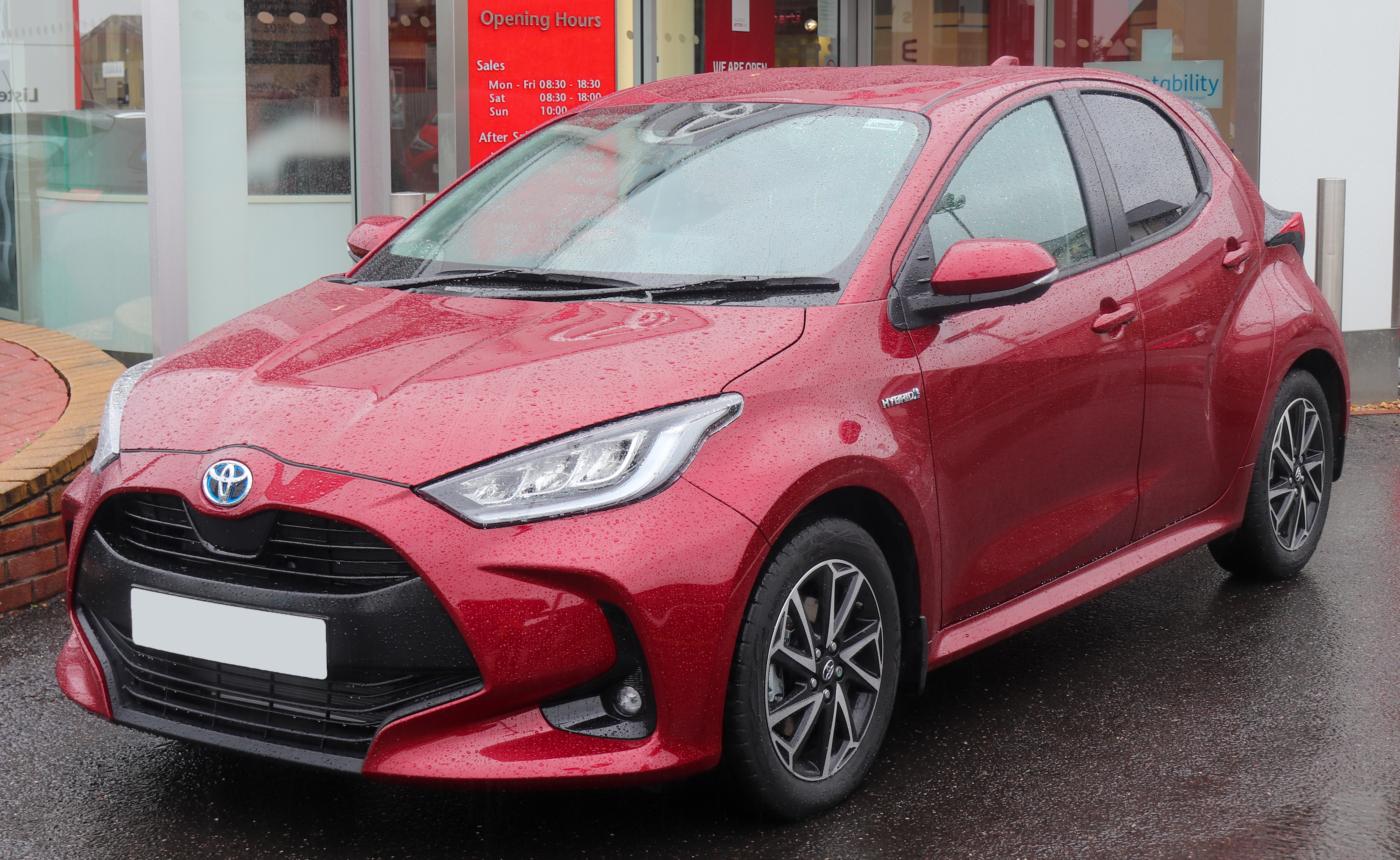
تویوتا یاریس
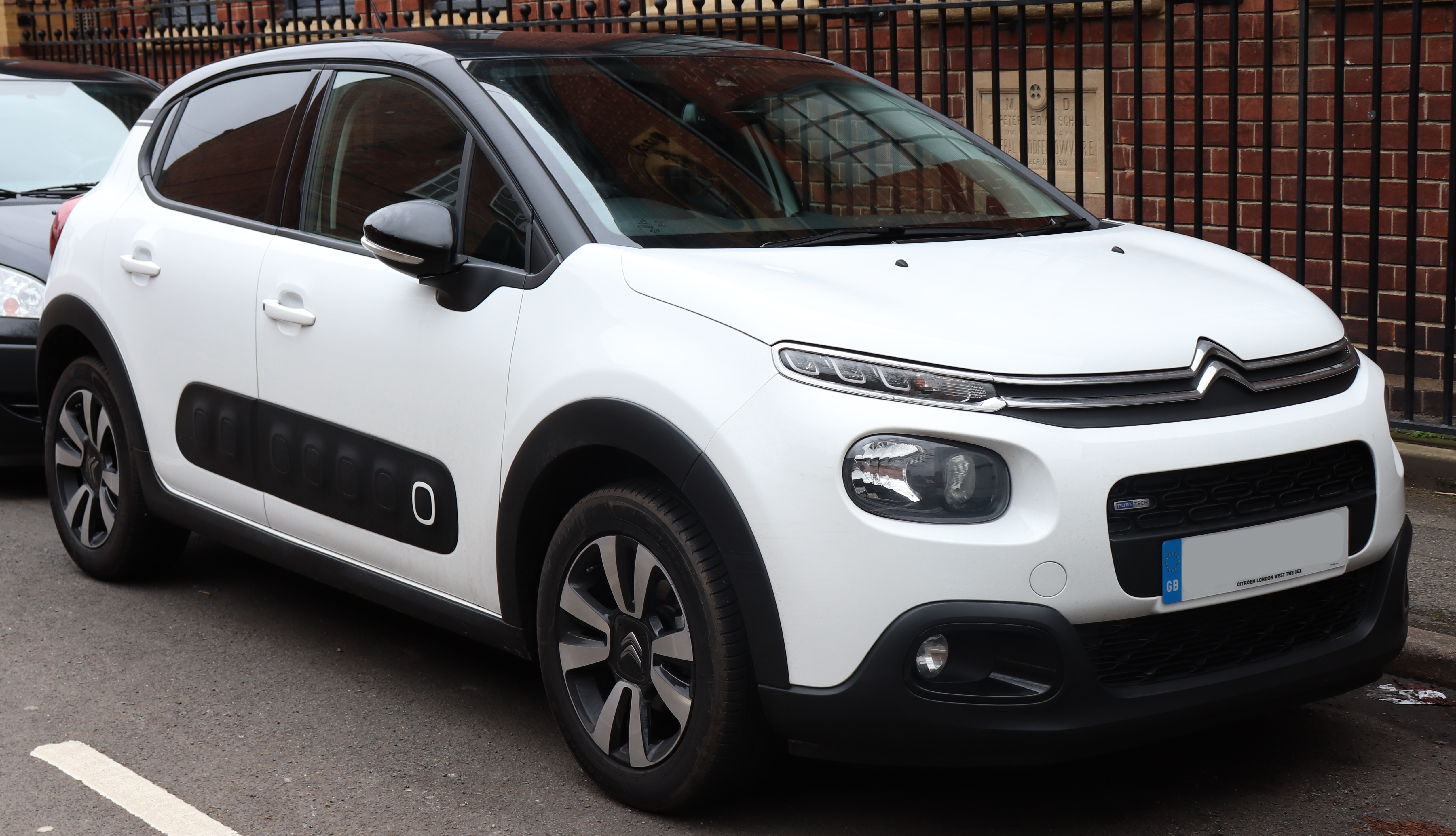
سیتروئن سی۳
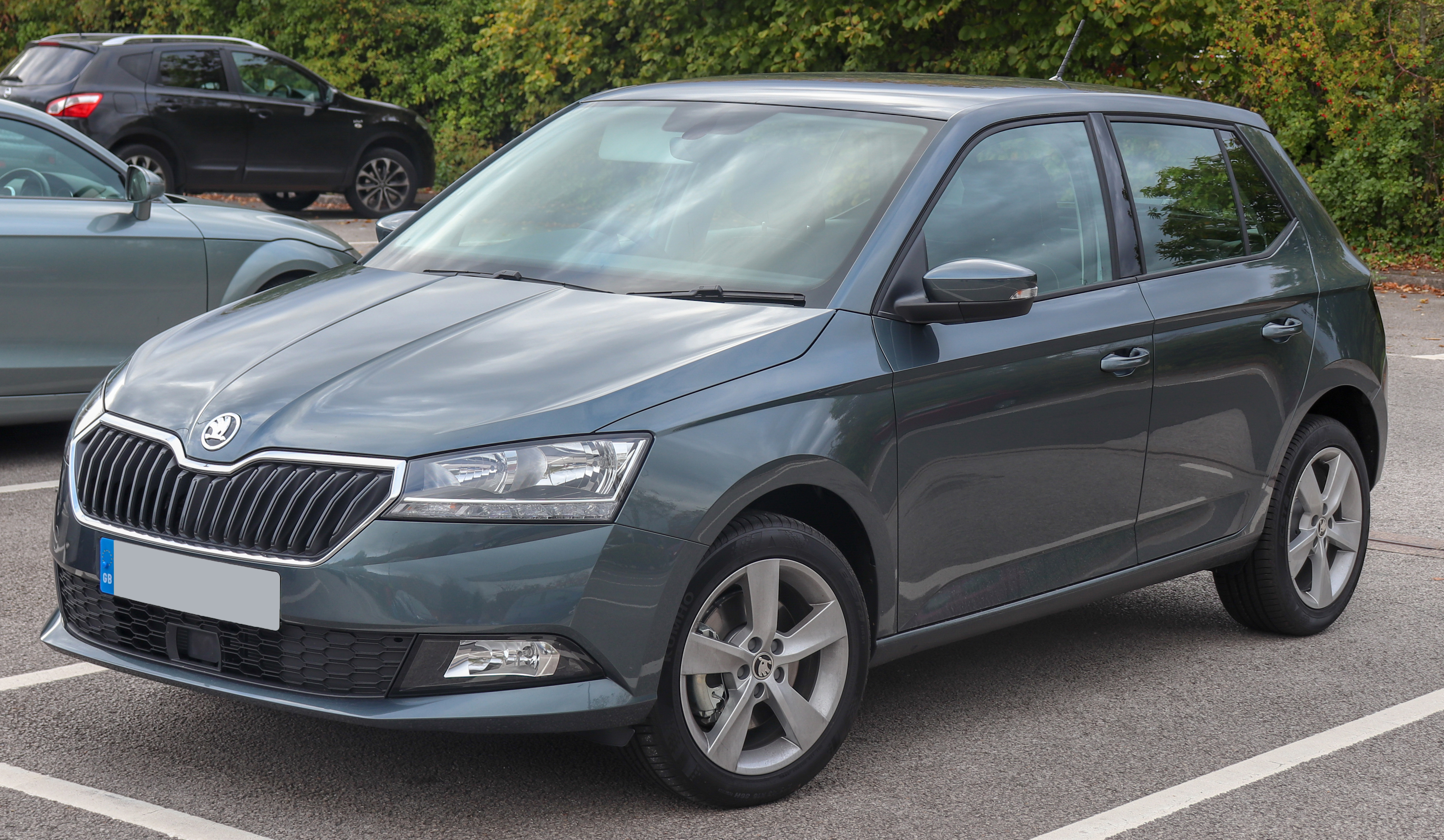
اشکودا فابیا